# Wailing Whale
Wailing Whale là phần câu chuyện thứ bảy (và cuối cùng) từ mùa thứ hai của Rocky and His Friends. Nó được phát sóng trên ABC trong mùa truyền hình 1960–1961. Nó là câu chuyện của Rocky, Bullwinkle và Thuyền trưởng Peter Peachfuzz đang tìm kiếm Maybe Dick, cá voi than khóc.

## Tập phim

### Phần 1
1. Wailing Whale
2. Fractured Fairy Tales: Snow White Meets Rapunzel
3. Fan Club: Softball Game
4. Peabody's Improbable History: Zebulon Pike
5. Vagabond Voyage or The Castoffs Cast Off

### Phần 2
1. Fear on the Pier or What's Up Dock?
2. Aesop and Son: The Sick Lion
3. Bullwinkle's Corner: "The Wind"
4. Peabody's Improbable History: The First Golf Match
5. TNT for Two or Fright Cargo

### Phần 3
1. Underwater Eyeball or The Deep Blue See
2. Fractured Fairy Tales: The Little Princess
3. Fan Club: Telethon
4. Dudley Do-Right: Mother Whiplash's Log Jam
5. Underwater Moose or The Aqua-Lunk

### Phần 4
1. Terror On the Seas or We've Only Begun To Fight
2. Aesop and Son: The Porcupine and the Tigers
3. Fan Club: Boris Badinov's
4. Peabody's Improbable History: William Tell
5. Blank Night or The Age of Nothing

### Phần 5
1. Defective Story or A Muffled Report
2. Fractured Fairy Tales: Tom Thumb
3. Fan Club: Picnic
4. Peabody's Improbable History: James McNeill Whistler
5. Leaky Lyrics or Bullwinkle Plugs a Song

### Phần 6
1. Follow the Swallow or The Inside Story
2. Fractured Fairy Tales: Slow White and Nose Red
3. Mr. Know-It-All: How To Win Friends
4. Dudley Do-Right: Stolen Art Masterpiece
5. Playtime for Rollo or Rest In Pieces

### Phần 7
1. A Whale of a Tale or Thar She Blows Up
2. Fractured Fairy Tales: Prince Hyacinth and the Dear Little Princess
3. Mr. Know-It-All: How To Be a Successful Baseball Umpire
4. Peabody's Improbable History: Ferdinand Magellan
5. Fast and Moose or Charley's Antlers